# Абрашин, Вячеслав Николаевич
Вячеслав Николаевич Абрашин (бел. Вячаслаў Мікалаевіч Абрашын; 22 июля 1943, Ржев, Калининская область — 7 января 2005, Минск) — советский белорусский математик, доктор физико-математических наук (1979), профессор (1981).

## Биография
Окончил БГУ в 1966 году, работал в институте математики Национальной академии наук Белоруссии. Степень доктора получил в 1979 году за работу «К теории разностных схем для нелинейных нестационарных уравнений математической физики», звание профессора в 1981 году. Специалист по вычислительной математике и математическому моделированию, развил теорию нелинейных разностных схем для дифференциальных уравнений в частных производных, развивал экономичные методы решения многомерных задач математической физики.

## Некоторые научные работы
- О некоторых разностных схемах для задач лучистой теплопроводности // Докл. АН СССР. 1976. Т. 230, № 4.
- Об экономичных итерационных методах решения многомерных задач математической физики. II (совм. с Т. А. Дзюба) // Дифференц. уравнения. 1994, Т. 30, № 2.
- Об устойчивости разностных схем многокомпонентного метода переменных для параболических уравнений и систем // ДУ. 1999. Т. 35, № 2.
- Об одном классе разностных методов решения уравнений Навье-Стокса // Изв. вузов. Сер. Математика. 1999. № 5.
- Об одном классе разностных схем для уравнений вязкой несжимаемой жидкости в переменных скорость — давление / В. Н. Абрашин, С. Л. Лапко. — Минск : ИМ, 1992. — 24 с. — (Препринт. АН Беларуси, Институт математики; № 1(479))